# Lago Niegocin
Il lago Niegocin è un lago della Polonia.